# Liste der Naturdenkmäler in Kurtinig
Die Liste der Naturdenkmäler in Kurtinig (italienisch Cortina sulla strada del Vino) enthält das einzige als Naturdenkmal ausgewiesene Objekt auf dem Gebiet der Gemeinde Kurtinig in Südtirol.
Basis ist das im Internet einsehbare offizielle Verzeichnis der Naturdenkmäler in Südtirol (Stand: 23. Januar 2015). Dabei kann es sich um botanische, geologische oder hydrologische Naturdenkmäler handeln. Die Reihenfolge in dieser Liste orientiert sich an der ID, alternativ ist sie auch nach dem Namen sortierbar.

## Liste
| Foto |                 | Name                           | Standort                                     | Beschreibung                    |
| ---- | --------------- | ------------------------------ | -------------------------------------------- | ------------------------------- |
| ja   | Datei hochladen | Linde am Dorfplatz ID: 038_G01 | 46° 16′ 7″ N, 11° 13′ 22″ O St. Martinsplatz | Botanisches Naturdenkmal: Linde |

| Foto: | Fotografie des Naturdenkmals. Klicken des Fotos erzeugt eine vergrößerte Ansicht. Daneben finden sich zwei Symbole: |
| ID    | Identifikator bei der Abteilung Natur, Landschaft und Raumentwicklung der Südtiroler Landesverwaltung               |